# Nada menos que un arkángel
Nada menos que un arkángel es una película española de comedia estrenada en 1960, codirigida por Antonio del Amo, Jaime D'Ors y Esteban Madruga y protagonizada en los papeles principales por Conrado San Martín, Marisa Prado y José Isbert.

## Sinopsis
Un pueblo extremeño ha comprado de forma comunitaria un «arkángel», una máquina agrícola para poder solucionar sus problemas. Paco ha sido el escogido entre los habitantes del pueblo para encargarse de su traslado desde Cádiz a tierras extremeñas, pero una mujer de procedencia americana se ha obcecado en dificultarle el traslado.

## Reparto
- Conrado San Martín como Paco
- Marisa Prado como La joven americana
- José Isbert como Don Fabián
- Inocencio Barbán
- Roberto Camardiel
- Félix Fernández
- Guillermo Hidalgo
- Archibald L. Lyall
- José Moratalla
- Enrique Núñez
- Pedro Oliver
- Amelia Ortas
- José Riesgo
- Santiago Rivero
- Luis Roses
- Antonio Vela